# Magnetisme
|  | «Magnètica» redirigeix aquí. Si cerqueu el videojoc per a Nintendo DS, vegeu «Actionloop». |

Línies de força a un imant de barra

En física, el magnetisme és un dels aspectes de l'electromagnetisme, que és una de les forces fonamentals de la naturalesa (juntament amb la gravetat, la força nuclear forta i la força nuclear dèbil).
La manifestació més coneguda del magnetisme és la força d'atracció o repulsió que actua entre els materials ferromagnètics com el ferro, el níquel, el cobalt i els seus aliatges. Però en realitat tots els materials són influenciats per la presència d'un camp magnètic, si es disposa dels instruments de mesura adequats és possible observar efectes més subtils del magnetisme, com paramagnetisme i diamagnetisme, a qualsevol tipus de matèria. Recentment, aquests efectes han proporcionat claus importants per a comprendre l'estructura atòmica de la matèria.
Des de l'antiguitat s'ha constatat la interacció entre el ferro o minerals com la magnetita amb el camp magnètic terrestre, la Terra es comporta com un imant gegantí amb dos pols magnètics, de manera que com el pol Nord d'un imant tendeix a apuntar al pol Sud d'un altre, les brúixoles tendeixen a alinear la seva agulla imantada amb els pols terrestres.
Per als fenòmens estacionaris hom parla de magnetoestàtica, per analogia amb l'electroestàtica, mentre que per als fenòmens lligats al temps cal recórrer a una descripció unificada dels camps magnètics i els camps elèctrics atès que les forces magnètiques poden ser produïdes pel moviment de partícules carregades, com per exemple electrons, aquesta descripció unificada són les equacions de Maxwell del 1864. Aquesta descripció unificada de l'electromagnetisme clàssic abasta manifestacions del magnetisme com un dels dos components de les ones electromagnètiques com la llum.

## Origen del mot
La paraula significa «pedra de Magnèsia», l'antiga ciutat grega –avui a Turquia– on a l'antiquitat clàssica hi havia un conegut jaciment de pedres magnètiques.

## Història
Els fenòmens magnètics es coneixien ja a l'antiga Grècia. Es diu que per primera vegada es van observar a la ciutat de Magnèsia del Meandre a Àsia Menor, d'aquí el vocable: magnetisme. Sabien que certes pedres (magnetita) atreien el ferro, i que els trossos de ferro atrets eren capaços, alhora, d'atreure'n d'altres. Aquestes pedres es van anomenar imants naturals.
El primer a estudiar el fenomen del magnetisme va ser Tales de Milet, filòsof grec que va viure entre 625 aC i 545 aC. A la Xina, la primera referència a aquest fenomen es troba en un manuscrit del  titulat Llibre de l'amo de la vall del diable: «La magnetita atrau el ferro cap a si o és atreta per aquest». El primer esment és sobre l'atracció d'una agulla que apareix en una feina feta entre els anys 20 i 100 de la nostra era: «La magnetita atrau l'agulla».
El científic Shen Kua (1031-1095) va escriure sobre la brúixola d'agulla magnètica i va millorar la precisió en la navegació emprant el concepte astronòmic del nord absolut. Cap al segle xii els xinesos ja havien desenvolupat la tècnica prou com per utilitzar la brúixola per millorar la navegació. Alexander Neckam va ser el primer europeu a aconseguir desenvolupar aquesta tècnica el 1187.
Petrus Peregrinus de Maricourt, va ser un estudiós francès del segle xiii que va realitzar experiments sobre magnetisme i va escriure el primer tractat existent sobre les propietats dels imants. El seu treball destaca per contenir la primera discussió detallada d'una brúixola. El cosmògraf espanyol Martín Cortés de Albacar, format a Saragossa ia l'escola de pilots de Cadis, va descobrir i va situar el pol nord magnètic a Groenlàndia en 1551 per als navegants espanyols i anglesos (el seu llibre va ser traduït i molt reimprès a Anglaterra) facilitant així considerablement la navegació. Galileo Galilei i el seu amic Francesco Sagredo es van interessar pel magnetisme encastant un bon tros de roca magnètica de més de quilo i mig en un bell artefacte de fusta. La magnetita es disposava de tal manera que, a manera d'imant, atreia una bola de ferro de gairebé quatre quilos de pes; però la manca d'aplicacions pràctiques i econòmiques de l'invent va descoratjar més experimentació per part d'aquests científics italians destacats. En 1600 el metge i físic William Gilbert va publicar a Londres la seva obra De magnete, magneticisque corporibus, et de magno magnete tellure; Physiologia noua, plurimis & argumentis, & experimentis demostrata ("Sobre l'imant i els cossos magnètics i sobre el gran imant la Terra"), que va establir les bases de l'estudi profund del magnetisme consignant les característiques i tipologies dels imants i realitzant tota mena d'experiments acuradament descrits. Va observar que la màxima atracció exercida per els imants sobre els trossos de ferro es realitzava sempre a les zones anomenades "pols" de l'imam. materials en conductors i aïllants i va idear el primer electroscopi. Va descobrir la imantació per influència i va ser el primer a percebre que la imantació del ferro es perd en escalfar-lo al vermell. Va estudiar la inclinació d'una agulla magnètica concloent que la Terra es comporta com un gran imant.
El coneixement del magnetisme es va mantenir limitat als imants fins que el 1820 Hans Christian Ørsted, professor de la Universitat de Copenhaguen, va descobrir que un fil conductor sobre el qual circulava un corrent exercia una pertorbació magnètica a la seva al voltant capaç de moure una agulla magnètica situada en aquest entorn. Molts altres experiments van seguir amb André-Marie Ampère, Carl Friedrich Gauss, Michael Faraday i altres que van trobar vincles entre el magnetisme i l'electricitat. James Clerk Maxwell va sintetitzar i va explicar aquestes observacions en les seves equacions de Maxwell, unificant el magnetisme i l'electricitat en un sol camp, l'electromagnetisme. En 1905, Albert Einstein Einstein va usar aquestes lleis per comprovar la seva teoria de la relativitat especial; en el procés va mostrar que els camps elèctrics i magnètics són dues cares de la mateixa moneda, el tensor de camp electromagnètic.

## Física del magnetisme

### Imants i materials magnètics
Cada electró és un petit imant, cada un dels incomptables electrons que formen la matèria és orientat en una direcció aleatòria de manera que no hi ha una direcció privilegiada, i no hi ha cap efecte, però en el cas d'un imant els electrons són orientats en la mateixa direcció, per tant actuen de manera cooperativa creant un camp magnètic net.
En addició al camp magnètic intrínsec dels electrons, de vegades hi ha la presència d'un altre que és el resultat del seu moviment orbital entorn el nucli atòmic. Aquest efecte és anàleg al cas del camp magnètic que es genera entorn una espira de fil conductor pel que circula un corrent elèctric (dipol elèctric). També en aquest cas el moviment dels electrons és tal que normalment no es produeix un camp net que es pugui manifestar, però en condicions determinades el moviment pot esdevenir alineat i produir un camp magnètic mesurable.
El comportament magnètic total d'un material pot variar àmpliament en funció de la seva estructura i, en particular, de la seva configuració electrònica. Algunes de les formes de comportament magnètic que han estat observades a la matèria són:

### Magnetisme, electricitat i relativitat especial
Com a conseqüència de la teoria de la relativitat especial d'Albert Einstein, l'electricitat i el magnetisme s'entenen com fenòmens lligats, cadascun per separat no tindrien sentit des del punt de vista de la relativitat especial a causa dels efectes de la contracció de Lorentz, la dilatació del temps i el fet que el camp magnètic depèn de la velocitat. Tanmateix quan ambdós fenòmens es consideren plegats, la teoria resultant de l'electromagnetisme és totalment consistent amb la relativitat especial. En particular, un fenomen que pot mostrar-se totalment elèctric a un observador, pot mostrar-se totalment magnètic a un altre, o dit de manera més general, la contribució relativa de l'electricitat i el magnetisme és dependent del sistema de referència. La relativitat especial mostra una interdependència entre magnetisme i electricitat (electromagnetisme) que és similar a la que mostra per l'espai i el temps (espaitemps).

### Camps magnètics i forces

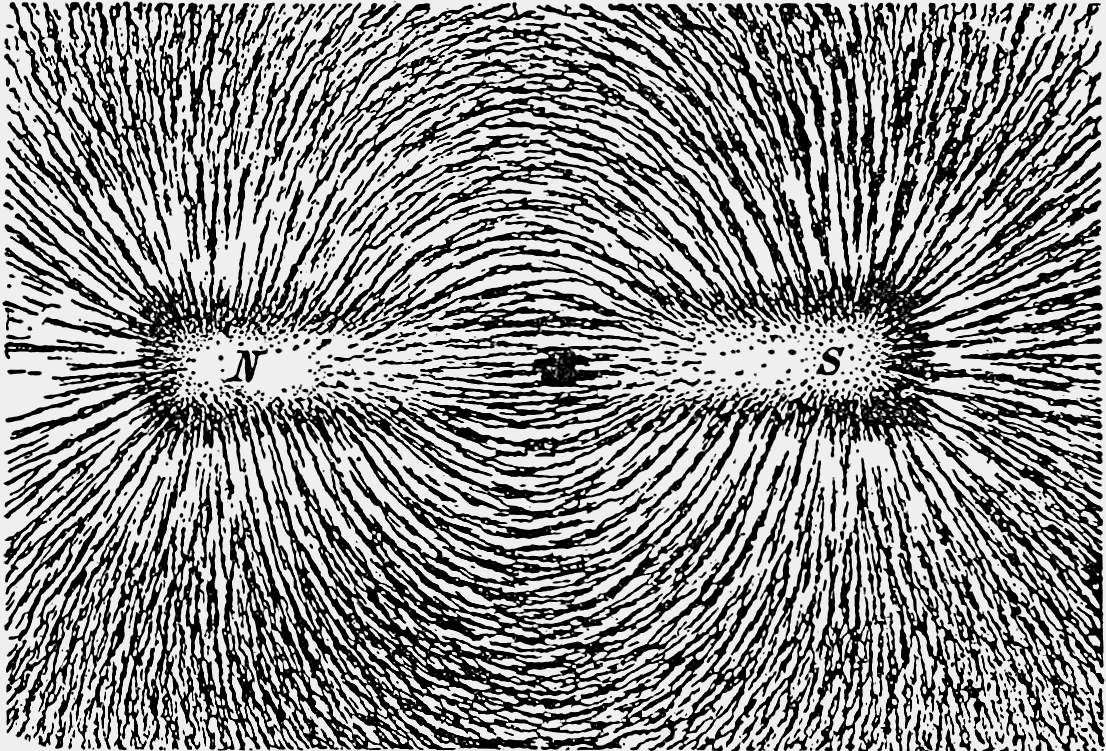
Llimadures de ferro alineades entorn d'un imant, seguint el seu camp magnètic

El fenomen del magnetisme es manifesta per mitjà dels camps magnètics, per exemple, un corrent elèctric o un dipol magnètic crea un camp magnètic, que al seu torn afecta a les partícules que són al camp.
Una bona aproximació són les equacions de Maxwell, que ignora els efectes quàntics (vegeu electrodinàmica quàntica) i que en el cas dels corrents estacionaris se simplifica a la llei de Biot-Savart. Aquestes equacions descriuen l'origen i el comportament dels camps que governen aquestes forces. Per tant, el magnetisme és vist en tot moment com partícules carregades que són en moviment; per exemple, a partir del moviment dels electrons a un corrent elèctric o, en certs casos, a partir del moviment orbital dels electrons al voltant de nucli atòmic. També apareix a partir dels dipols intrínsecs que sorgeixen per efecte quàntic, com per exemple a partir de l'espín.
Les mateixes situacions que creen camps magnètics, càrregues en moviment a un corrent o a un àtom i els dipols magnètics intrínsecs, són també a les que es manifesten els seus efectes creant una força. La fórmula que hi ha a continuació correspon a les càrregues en moviment, per a les forces a un dipol intrínsec.
Quan una partícula carregada es mou a través d'un camp magnètic B, nota una força F que vindrà donada pel producte vectorial:
{\displaystyle {\vec {F}}=q{\vec {v}}\times {\vec {B}}}
on
{\displaystyle q\,} és la càrrega elèctrica de la partícula,
{\displaystyle {\vec {v}}\,} és el vector velocitat de la partícula, i
{\displaystyle {\vec {B}}\,} és el camp magnètic.
Com es tracta d'un producte vectorial, la força és perpendicular als moviments de la partícula i del camp magnètic.
La conseqüència que se segueix és que la força magnètica no fa treball sobre la partícula; pot canviar la direcció del seu moviment, però no pot fer que vagi més ràpida o que s'alenteixi. La magnitud de la força serà
{\displaystyle F=qvB\sin \theta \,}
on {\displaystyle \theta \,} és l'angle entre els vectors {\displaystyle {\vec {v}}\,} i {\displaystyle {\vec {B}}\,}.

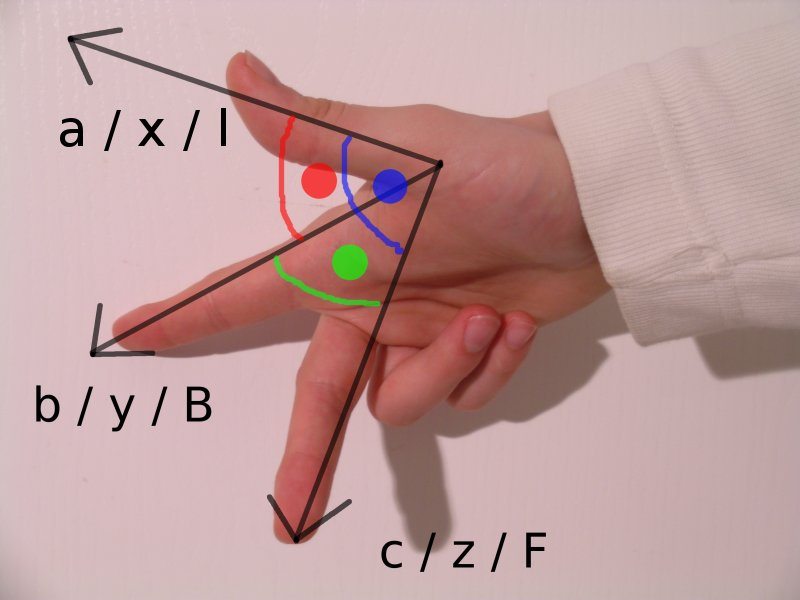
Regla de la mà dreta

Una eina per determinar la direcció del vector velocitat d'una càrrega en moviment, el camp magnètic i la força que exerceix és considerar el dit índex com a V, el dit cor com a B i el dit polze com a F a la mà dreta. Si es posen els dits com a la imatge de la dreta, representen els vectors velocitat, camp i força respectivament.
La llei de Lenz, formulada pel físic alemany Heinrich Lenz el 1834, dona la direcció de la força electromotriu (fem) induïda i del corrent resultant de la inducció electromagnètica.

## Tipus de materials magnètics
Hi ha diversos tipus de comportament dels materials magnètics, sent els principals el ferromagnetisme, el diamagnetisme i el paramagnetisme.
Als materials diamagnètics, la disposició dels electrons de cada àtom és tal, que es produeix una anul·lació global dels efectes magnètics. Tot i això, si el material s'introdueix en un camp induït, la substància adquireix una imantació feble i en el sentit oposat al camp inductor.
Si se situa una barra de material diamagnètic a l'interior d'un camp magnètic uniforme i intens, aquesta es disposa transversalment respecte d'aquell.
Els materials paramagnètics no presenten l'anul·lació global d'efectes magnètics, per tant, cada àtom que els constitueix actua com un petit imant. Tanmateix, l'orientació dels imants és, en general, arbitrària, i l'efecte global s'anul·la.
Així mateix, si el material paramagnètic se sotmet a l'acció d'un camp magnètic inductor, el camp magnètic induït en aquesta substància s'orienta en el sentit del camp magnètic inductor.
Això fa que una barra de material paramagnètic suspesa lliurement al si d'un camp inductor s'alineï amb aquest.
El magnetisme induït, encara que feble, és prou intens per imposar a aquest efecte magnètic. Per comparar els tres tipus de magnetisme es fa servir la raó entre el camp magnètic induït i l'inductor.
La branca de la química que estudia les substàncies de propietats magnètiques interessants és la magnetoquímica.

### Electroimants
Un electroimant és un imant fet de filferro elèctric bobinat al voltant d'un material magnètic com el ferro. Aquest tipus d'imant és útil en els casos en què un imant ha d'estar encès o apagat, per exemple, les grues grans i pesades per aixecar ferralla d'automòbils.
Per al cas de corrent elèctric es desplacen a través d'un cable, el camp resultant es dirigeix d'acord amb la norma de la mà dreta. Si la mà dreta s'utilitza com un model, i el polze de la mà dreta al llarg del cable de positiu cap al costat negatiu ("convencional actual", a la inversa de la direcció del moviment real dels electrons), llavors el camp magnètic fa una recapitulació de tot el cable a la direcció indicada pels dits de la mà dreta. Com es pot observar geomètricament, en cas d'un bucle o hèlix de cable, està format de tal manera que l'actual és viatjar en un cercle, a continuació, totes les línies de camp al centre del bucle es dirigeixen a la mateixa direcció, la qual cosa dóna una magnètica dipol la força del qual depèn de l'actual en tot el bucle, o l'actual en l'hèlix multiplicat pel nombre de voltes de filferro. En el cas d'aquest bucle, si els dits de la mà dreta es dirigeixen a la direcció del flux de corrent convencional (és a dir, el positiu i el negatiu, la direcció oposada al flux real dels electrons), el polze apuntarà a la direcció corresponent al pol nord del dipol.

### Imants temporals i permanents
Un imant permanent conserva el seu magnetisme sense un camp magnètic exterior, mentre que un imant temporal només és magnètic, sempre que estigui situat en un altre camp magnètic. Induir el magnetisme de l'acer als resultats en un imant de ferro, perd el magnetisme quan la inducció de camp es retira. Un imant temporal com el ferro és un material adequat per als electroimants. Els imants són fets per acariciar amb un altre imant, l'enregistrament, mentre que fixa en un camp magnètic oposat dins d'una bobina, se subministra amb un corrent directe. Un imant permanent pot perdre el seu magnetisme en ser sotmès a la calor, a cops forts, o col·locar-lo dins d'un solenoide se subministra amb una reducció de corrent altern.